# Округ Лајкаминг (Пенсилванија)
Лајкаминг (енгл. Lycoming County) је округ у америчкој савезној држави Пенсилванија.

## Демографија
По попису из 2010. године број становника је 116.111, што је 3.933 (-3,3%) становника мање него 2000. године.
| Група             | 2000.           | 2010.           |
| Белци             | 112.306 (93,6%) | 106.710 (91,9%) |
| Афроамериканци    | 5.189 (4,3%)    | 5.203 (4,5%)    |
| Азијати           | 509 (0,4%)      | 671 (0,6%)      |
| Хиспаноамериканци | 799 (0,7%)      | 1.559 (1,3%)    |
| Укупно            | 120.044         | 116.111         |